# D Drive
D_Drive（ディードライブ）は、日本のインストゥルメンタル・ハードロック・バンド。男女混成で、メンバーはリーダーでギタリストのSeiji、ギタリストのYuki、ドラマーのChiiko、ベーシストのToshiの4人である。

## 来歴
2009年、音楽専門学校で講師をしていた作曲家、ギタリストであるリーダーSeijiの呼び掛けにより、教え子であったギタリストYuki、専門学校のスタジオ管理のアルバイトをしていたベーシストShimataro、同専門学校卒業生であるドラマーChiikoが集まり結成された。
2009年1月から関西でライブ活動を開始。
2017年、YukiがソニーのスマートフォンXperiaのCMイメージキャラクターに選ばれ、D_Driveがテーマ曲のレコーディングをした。2022年にはXperiaでMVが撮影された。
2018年3月31日、ベーシストShimataroが脱退、後任オーディションの結果Toshiを採用する。
2019年、イギリスの大手アンプメーカーであるマーシャル社の所有するレコードレーベル「マーシャル・レコーズ（Marshall Records）」と契約、世界デビューアルバム「MAXIMUM IMPACT」がリリースされた。6月、マーシャル社が主催したMarshall Liveの第1回目に出演、イギリスのカムデンで行われたCamden Rocks Festivalにも出演した。10月には上海で開催された楽器ショー「Music China」に出演。
2020年1月にはアメリカのアナハイムで開催された「The NAMM SHOW (NAMM_Show) 」に出演、SHE ROCKS AWARDS授賞式ではD_Driveがオープニングアクトを務めた。
2022年8月26日、マーシャル・レコーズから第2弾となるアルバム『DYNAMOTIVE』をリリースした。

## メンバー
Seiji (Guitar) リーダー
Yuki (Guitar)
Chiiko (Drums)
Toshi (Bass)

## 旧メンバー
Shimataro (Bass)
2009年から2018年まで在籍

## ディスコグラフィ

### アルバム
- Something to Drink?(Cool Tone Guitars 2009.06.20)
- ACCELERATOR (Cool Tone Guitars 2011.2.28)
- Something to Drink? Re Edition (Cool Tone Music 2012.06.23)
- R (Cool Tone Music 2015.11.27)
- ACCELERATOR Re Edition (Cool Tone Music 2017.12.13)
- Maximum Impact (Marshall Records 2019.5.31)
- DYNAMOTIVE (Marshall Records 2022.8.26)

### シングル
- Russian Roulette / Among the Distraction (Cool Tone Guitars 2012.6.9）
- The Last Revenge / Shape of Your Life (Cool Tone Music 2016.12.01)
- GEKIRIN-逆鱗- / Gradation (Cool Tone Music 2018.03.28)
- Thumbs Up (Marshall Records 2020.07.24)
- Begin Again (Marshall Records 2020.09.18)
- I Remember The Town (Marshall Records 2022.06.24)
- Wings (Marshall Records 2022.07.29)

### DVD
- The ACCELERATOR D_Drive One Man Live at Chiken George (Cool Tone Guitars 2011.10.5)
- D_Drive LIVE IN TOKYO (アトス・インターナショナル 2013.02.27)

#### 教則DVD
- D_Drive Yuki 一緒に弾ける!早引きギター超入門 (アトス・インターナショナル)
- D_Drive Chiiko ゼッタイ叩ける!ドラム・フィルイン超入門 (アトス・インターナショナル)
- D_Drive Seiji リズムからソロまで完璧に弾けるギター・トレーニング (アトス・インターナショナル)
- D_Drive Yuki ゼッタイ弾ける!スウィープ超入門 (アトス・インターナショナル)

### 参加アルバム
- 六弦心Vol.2 （ワーナー・ミュージックジャパン 2013.3.20） - Seiji、Yukiが楽曲「どこかで春が」で参加